# Bilate
Le Bilate est une rivière du centre de l'Éthiopie.

## Géographie
Il s'étend le long du flanc sud-ouest du Mont Gurage et s'écoule au sud le long de la cote ouest de la vallée du Grand Rift pour se jeter finalement dans le Lac Abaya. Cette rivière n'est pas navigable et n'a aucun affluent notable.
La rivière délimitait la frontière entre l'ancienne province de Sidamo à l'est et celle de Wolayta à l'ouest.